# 고창 선운사 만세루
고창 선운사 만세루(高敞 禪雲寺 萬歲樓)은 전북특별자치도 고창군에 있는 건축물이다. 1974년 9월 27일 전라북도의 유형문화재 제53호로 지정되었다.

## 개요
도솔산 북쪽 기슭에 위치한 선운사는 진흥왕(재위 540∼576)이 처음 짓고 검단선사가 다시 지었다고 한다. 조선 성종 3년(1472) 극유에 의해 10여 년에 걸친 공사로 건물이 189채나 되는 큰 규모의 사찰로 성장하였다. 
다른 사찰과는 달리 독특한 배치를 보이는데, 천왕문과 바로 연이어서 만세루와 대웅전이 위치하고 있다. 또한 문과 만세루와 대웅전의 중심선 축이 전체 배치의 한쪽 부분에 치우쳐 있는 것 역시 일반적인 방법은 아니다. 
만세루는 앞면 9칸·옆면 2칸 규모의 강당 건물로, 지붕 옆면이 사람 인(人)자 모양인 맞배지붕집이다. 천왕문을 들어서면 바로 보이는 만세루는 뒷면의 대웅전과 마주보며 개방되어 있어 설법을 위한 강당으로서의 기능을 효율적으로 활용하도록 하였다. 기둥들은 모두 자연 그대로의 둥근 기둥을 사용하였으며, 특히 모서리 기둥은 큰 자연목을 껍질만 벗기고 다듬지 않은 채 그대로 사용하였다. 넓은 평면에 비해 높이가 낮은 누 형식이며 불규칙한 형태의 부재료들을 사용한 것은 당시 목재가 부족하여 남은 재료를 사용하였기 때문인 것으로 보인다. 
전체적으로 원목을 다듬지 않은 채 사용하여 단순한 구조와 장엄한 형태를 보이고 있으나, 내부공간의 처리는 조형적으로 잘 정리되지 않은 듯한 느낌을 준다.

## 현지 안내문
만세루는 불법을 배우는 승려들의 강의실이다. 백제 위덕왕 24년(577)에 검단 선사가 선운사를 짓고 남은 목재를 사용하여 지었다는 설도 있고 또 고려시대의 건물이라는 말도 있다.
그러나 지금의 건물은 19세기 말에 보수된 것이다. 이 건물은 비대한 자연목을 껍질만 벗기고 다듬지 않은 채 그대로 사용하여 소박함과 함께 넉넉한 아름다움을 보여주고 있다.

## 같이 보기
- 선운사

## 참고 자료
- 선운사만세루 - 국가유산청 국가유산포털